# 지퍼백

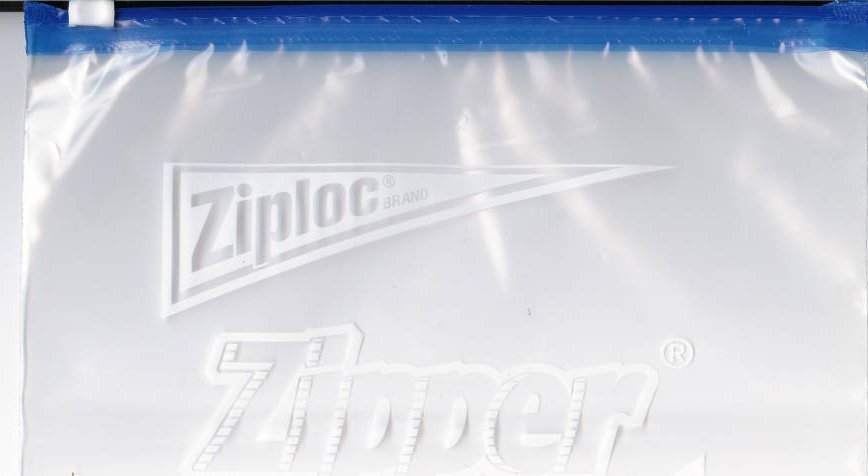
지퍼백의 대표 브랜드 지퍼락

지퍼백(영어: zipper bag)은 지퍼로 고정할 수 있는 투명 폴리에틸렌으로 만들어진 사각형 가방이다.

## 같이 보기
- 비닐봉투